# 北出卓也
北出 卓也（きたで たくや、1992年〈平成4年〉9月14日 - ）は、ジャパンラグビーリーグワンコベルコ神戸スティーラーズに所属しているラグビーユニオン選手。

## プロフィール
- 京都府京都市出身。
- ポジションはフッカー(HO)。
- 身長 180 cm、体重 102 kg
- 日本代表キャップは1。（2019年9月現在）
- ニックネームはきたで、でーやん。
- U20日本代表候補に選ばれたことがある[1]。

## 略歴
親に連れられたなどで3歳からラグビーを始めた。
2011年、東海大仰星高校卒業後、東海大学に入学する。なお東海大仰星高校時代、高校日本代表に選ばれたことがある。
2014年、東海大学体育会ラグビーフットボール部のFWリーダーに就任した。
2015年、東海大学卒業後、サントリーサンゴリアス(現・東京サントリーサンゴリアス)に加入。同年11月13日に行われたジャパンラグビートップリーグ第1節のパナソニック ワイルドナイツ戦に途中出場で公式戦初出場を果たした。
2019年5月、サンウルブズに追加招集された。また同年8月、ラグビーワールドカップ2019の日本代表に選出された。さらに同年9月6日に行われたリポビタンDチャレンジカップ2019南アフリカ代表戦にて途中出場で日本代表初キャップを獲得した。
2022年、コベルコ神戸スティーラーズに加入。

## エピソード
日本代表では自身が北出丼というドンブリを考案して選手達の間で流行っている。